# تاريخ الخضرية
الخضرية هي سلوك الامتناع عن تناول المنتجات الحيوانية. ومن أوائل الأشخاص الذين سجل أنهم اتبعوا نظامًا غذائيًا خضريًا هو د. ويليام لامب عام 1806. ثم اتبع أشخاص آخرون مثل جون فرانك نيوتن، وهو مريض يعالج لدى د. لامب عام 1811 وبيرشي بيش شيلي عام 1813.
في عام 1838، افتتح [جيمس بييربونت جريفيز مدرسة ألكوت هاوس في هام، لندن] كمدرسة داخلية يلتزم الطلاب فيها باتباع نظام غذائي نباتي، يطلق عليه اليوم اسم نظام غذائي نباتي. وتستخدم كلمة «نباتي» لوصف النظام الغذائي المعتمد على النباتات اعتمادًا كليًا؛ والشخص النباتي ببساطة هو الشخص الذي يعيش على تناول الخضروات. كان مناصرو ألكوت هاوس جماعة أساسية في تشكيل أول جمعية للنباتيين عام 1847.
في عام 1843، أنشأ أموس برونسون ألكوت وتشارلز لاين جمعية خضرية استمرت لفترة قصيرة تحت اسم فروت لاند في هارفرد، ماساتشوستس.
في عام 1944، صاغ دونالد واطسون كلمة «خضري» وأسس الجمعية الخضرية.